# Volvo 440
Der Volvo 440 war die Schrägheckversion der 400er-Serie (440/460/480), die von Sommer 1988 bis Ende 1996 hergestellt wurde.
Er war mit Otto- und Dieselmotoren von 1,6 bis 2,0 Liter Hubraum (57–88 kW/78–120 PS) verfügbar, die auf Renault-Motoren basierten und bei Renault gebaut wurden, jedoch im Porsche-Entwicklungszentrum in Weissach für Volvo anders abgestimmt wurden. Ein Antiblockiersystem (ABS) war optional erhältlich. Beim Spitzenmodell 440 GLT war das ABS mit einer Antriebsschlupfregelung kombiniert.

## Historie
Gebaut wurde das Fahrzeug im ehemaligen DAF-Werk Born (Niederlande) von NedCar. Im Frühjahr 1986 kam zunächst das Sportcoupé 480 (eigentlich Shooting Brake) auf den Markt, im Sommer 1988 die Schräghecklimousine 440 mit dem gleichen Fahrwerk. Die Stufenheckvariante 460 folgte Anfang 1989, jedoch nicht in allen Ländern. Die Form der Typen 440 und 460 wurde von betonten Kanten nach Art der 700er auf größere Radien ähnlich dem eher rundlichen 850 umgestellt. Hierzu wurden unter anderem die Motorhaube und Kühlergrill, vordere und hintere Leuchteneinheiten und die Stoßfängerverkleidungen geändert. Am besten verkauft wurde der 440 mit dem 1.8i-Motor, der 66 kW (90 PS) leistete.
Im Herbst 1993 wurde die 400er-Reihe einer Modellpflege unterzogen. Volvo spricht ab der Überarbeitung vom Modell Bodyguard. Zum gleichen Zeitpunkt wurde auch die passive Sicherheit der Karosserie verbessert, vor allem gegen seitliche Kollisionen. Antiblockiersystem (ABS), Fahrerairbag sowie automatisch höhenverstellbare Sicherheitsgurte vorne mit mechanischen Gurtstraffern waren von nun an serienmäßig.
Ab Modelljahr 1994 gab es einen Turbo-Dieselmotor mit Ladeluftkühler und Oxidationskatalysator mit 66 kW (90 PS) in der Ausführung für den deutschen Markt. Hersteller des Motors war Renault.
Serienmäßig gab es ein von Renault produziertes mechanisches Fünfgang-Getriebe und gegen Aufpreis bei bestimmten Motorversionen eine Vierstufen-Vollautomatik (Hersteller: ZF) oder eine stufenlose Vollautomatik mit Schubgliederband (ähnlich dem seinerzeitigen System bei Fiat).
Ab 1993 erreichten die Ottomotoren durch Umschlüsselung die Euro-2-Norm. Der Dieselmotor erreicht nur Euro 1, kann aber auf Euro 2 nachgerüstet werden.
Die starre Hinterachse wurde bei Lotus entwickelt. Sie wird von vier Längslenkern (zwei unten nach vorn und zwei oben nach hinten gerichtet) und einem Panhardstab geführt.
Der Volvo 440 hatte einen Bordcomputer, der auch eine Ölstandskontrolle mit Kontrollanzeige beim Starten des Motors umfasste („OK“, wenn der Ölstand stimmte.)
Insgesamt wurden 460.822 Volvo 440 gebaut.
Individualisierungen:
Bodykit:
Für den Volvo 440 gab es optional beim Händler ein Bodykit zu kaufen, welches von Pfeba hergestellt und über Volvo vertrieben wurde. Dieses Bodykit beinhaltete Front und Heckspoiler, welcher über die originalen Stoßfänger geschoben und verklebt wurde, sowie Seitenschweller und Radhausverbreiterungen an Türen und Radläufen. Dieses Bodykit wurde sehr selten verkauft und wird heutzutage unter Liebhabern sehr teuer gehandelt.

Kombi-Heckklappe
Den 440 gab es ab Werk nie als Kombi. Allerdings entwarf ASC Detroit aus den USA eine Designskizze, und Heuliez aus Frankreich baute sogar Kombi-Prototypen. Einer davon steht heute im Volvo-Museum. Die belgische Firma ATC konzipierte einen Umbausatz, der auf Basis der Original-Heckklappe des 440 aus GFK aufgebaut wurde. Nach Angaben von ATC wurden 200 dieser Kombiklappen hergestellt, von denen 150 auf den deutschen Markt gelangten, der Rest wurde vor allem in die Niederlande geliefert. Generalimporteur für Deutschland war die Firma Bieber, die auch für ihre Umbauten des VW Käfer bekannt wurde (Bieber-Cabriolet). Die Klappe wurde 1994 auf den Markt gebracht; alle ATC-Kombis bis Herbst 1993 sind spätere Nachrüstungen, so auch das lange auf der TONCAR-Website gezeigte dort aufgebaute Fahrzeug.
Eine ähnliche Klappe lieferte ATC und deren Vorgängerfirma für den Renault 25 (gab es als Originalzubehör). Diese Vorgängerfirma war auch für den Bau des 480-Cabrio-Prototyps verantwortlich.
Der Bau des ATC-Kombis wurde auf Druck von Volvo eingestellt, weil Volvo Klage gegen ATC eingereicht hatte.

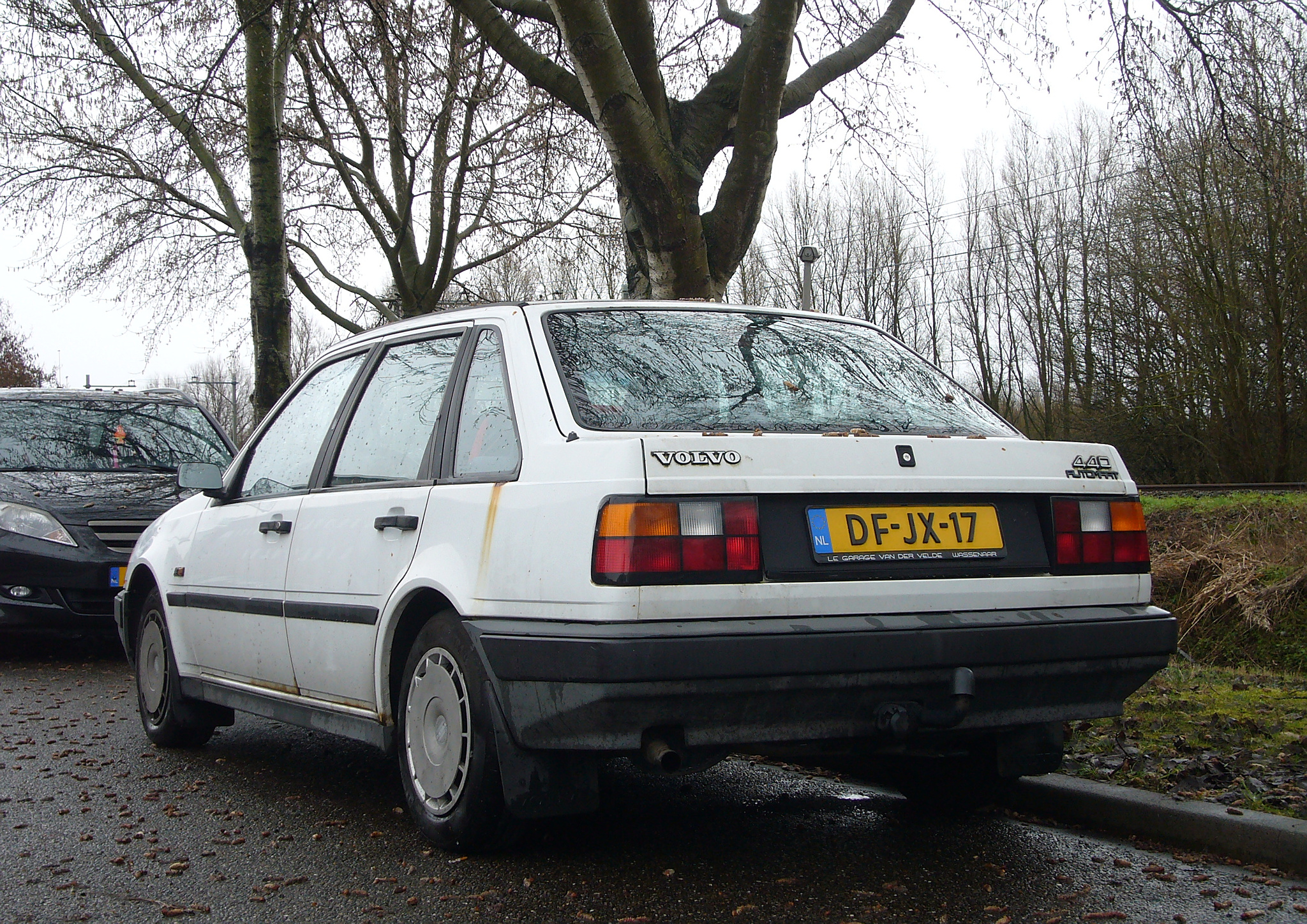
Heckansicht
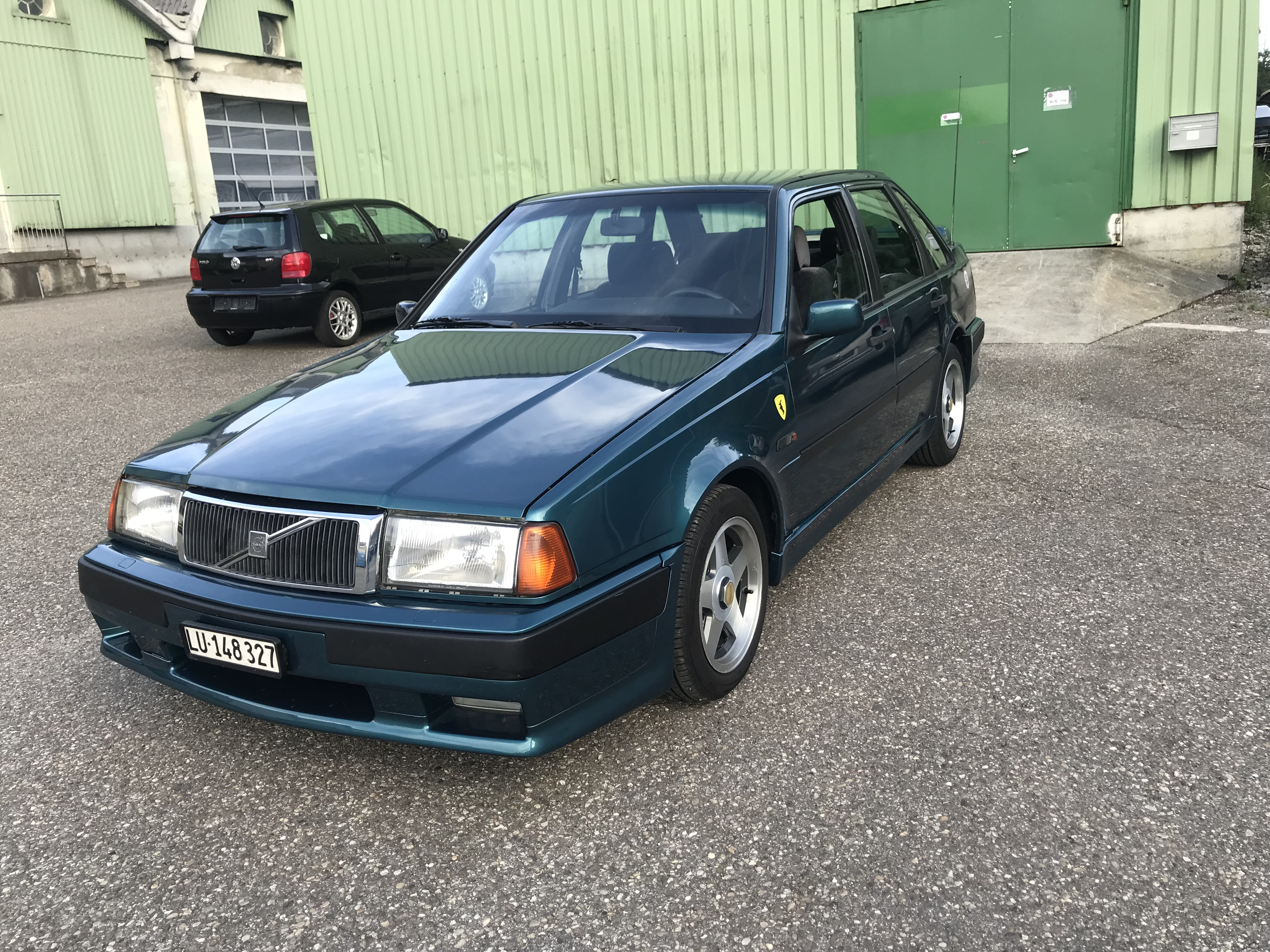
Volvo 440 mit zeitgenössischem Bodykit
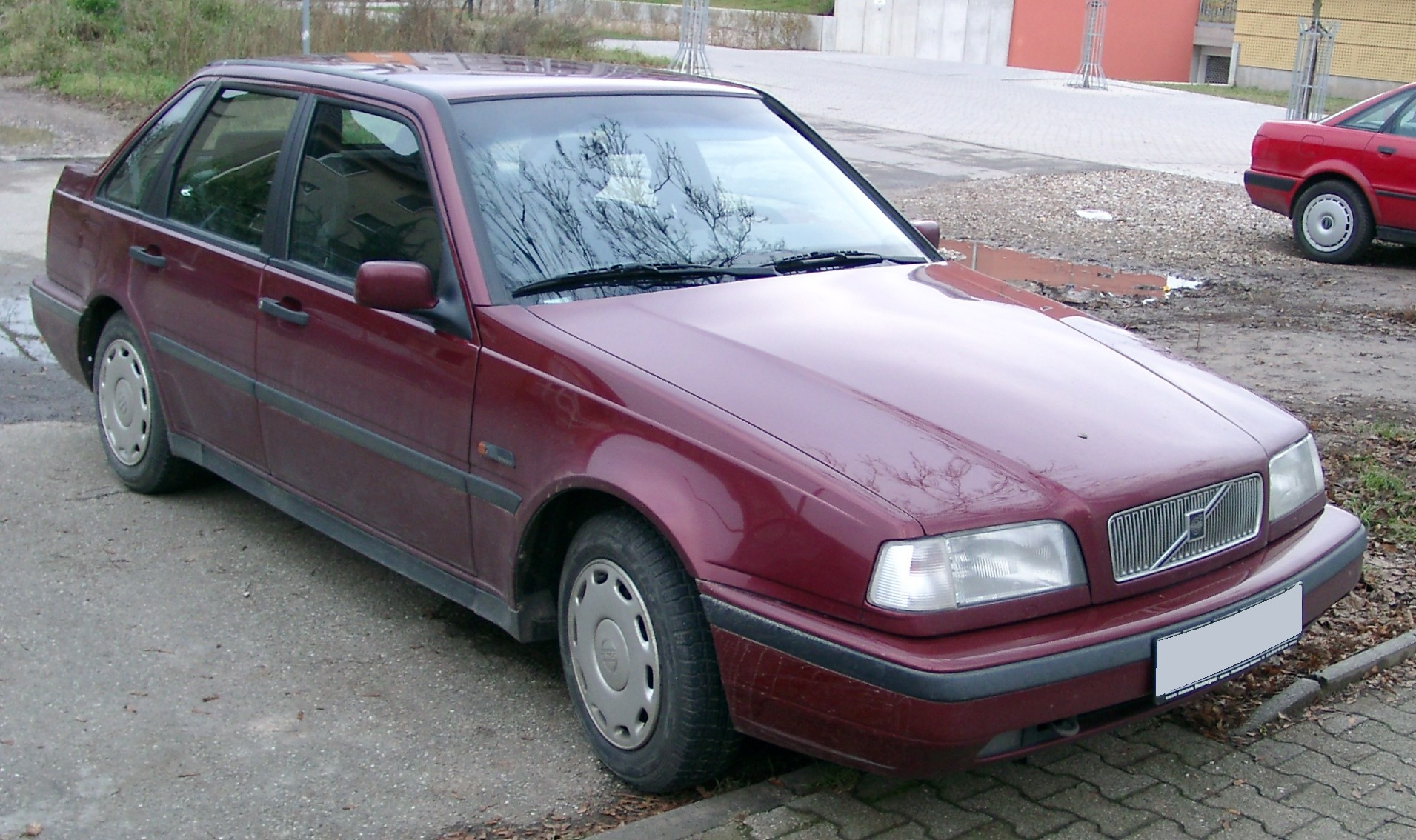
Volvo 440 (1993–1996)
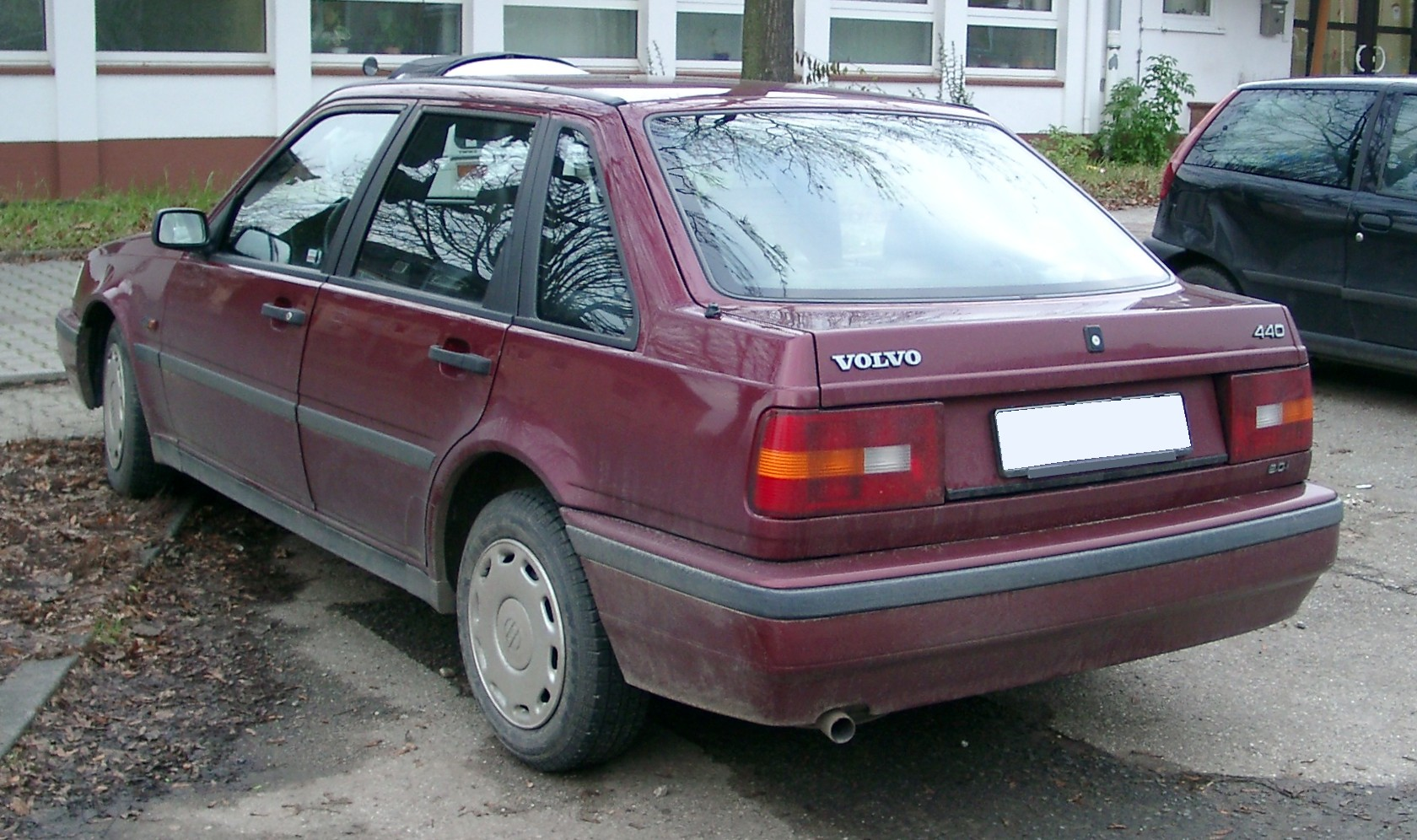
Heckansicht
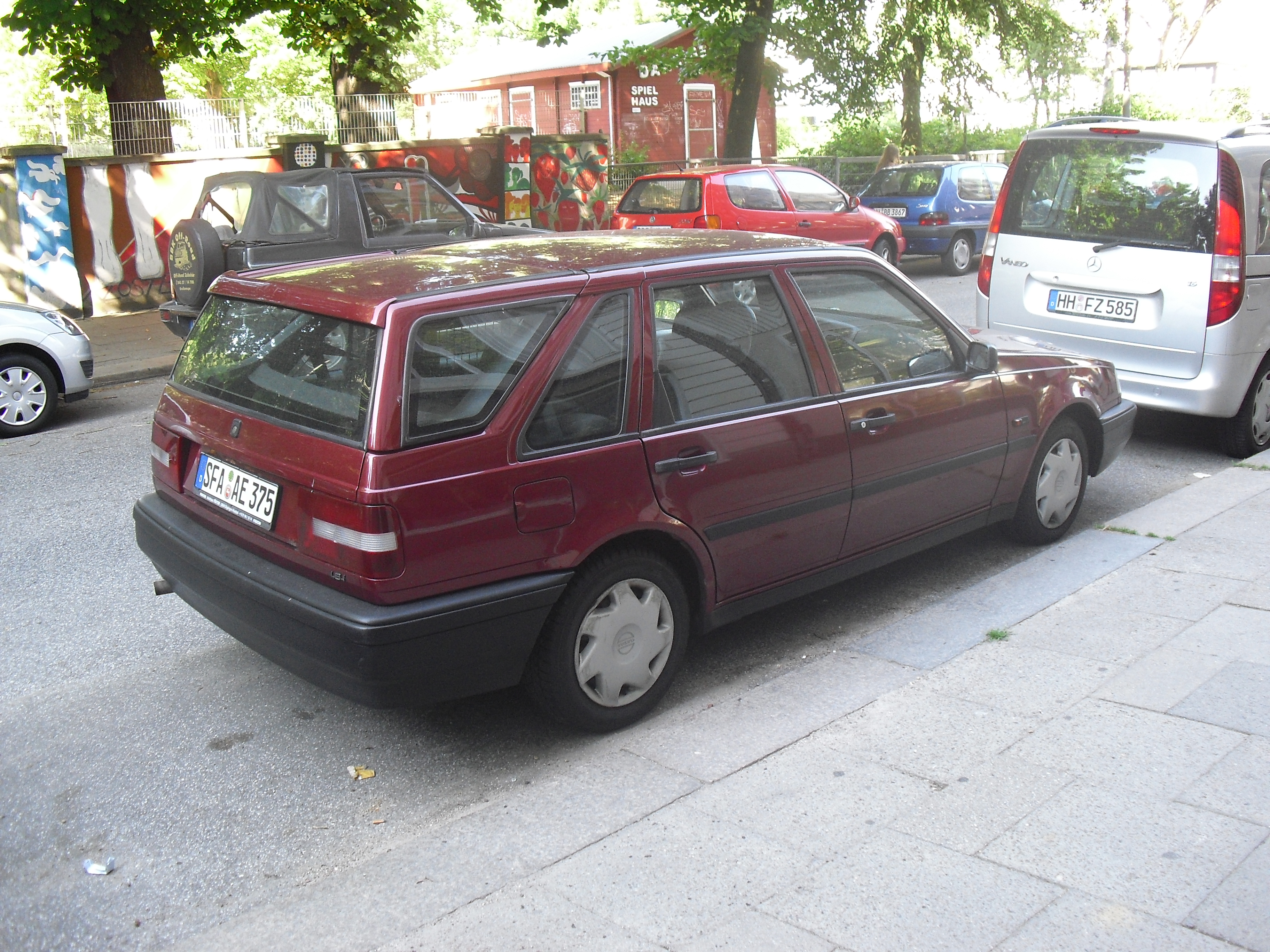
Volvo 440 (Kombi-Umbau)

## Motoren
| Ottomotoren   | Ottomotoren | Ottomotoren                   | Ottomotoren           | Ottomotoren        | Ottomotoren              | Ottomotoren | Ottomotoren |
| Modell        | Hubraum     | Max. Leistung                 | Max. Drehmoment       | Motorcode          | Gemischaufbereitung      | Katalysator | Bauzeitraum |
| ------------- | ----------- | ----------------------------- | --------------------- | ------------------ | ------------------------ | ----------- | ----------- |
| 1.6           | 1596 cm³    | 61 kW (83 PS) bei 5500 min−1  | 125 Nm bei 4000 min−1 | B16F109            | Einspritzung             | ja          | 1993–1996   |
| 1.7           | 1721 cm³    | 59 kW (80 PS) bei 5400 min−1  | 128 Nm bei 3300 min−1 | B18K102            | Vergaser                 | nein        | 1988–1990   |
| 1.7           | 1721 cm³    | 57 kW (78 PS) bei 5400 min−1  | 127 Nm bei 3300 min−1 | B18K(D)102         | Vergaser                 | ja          | 1988–1990   |
| 1.7           | 1721 cm³    | 66 kW (90 PS) bei 5800 min−1  | 131 Nm bei 3600 min−1 | B18KP111           | Vergaser                 | nein        | 1988–1990   |
| 1.7           | 1721 cm³    | 64 kW (87 PS) bei 5700 min−1  | 130 Nm bei 3600 min−1 | B18KP(D)111        | Vergaser                 | ja          | 1988–1990   |
| 1.7           | 1721 cm³    | 78 kW (106 PS) bei 5500 min−1 | 145 Nm bei 3900 min−1 | B18EP115           | Einspritzung             | nein        | 1988–1990   |
| 1.7           | 1721 cm³    | 75 kW (102 PS) bei 5600 min−1 | 142 Nm bei 3900 min−1 | B18EP(FP)115(/230) | Einspritzung             | ja          | 1988–1996   |
| 1.7 Turbo     | 1721 cm³    | 88 kW (120 PS) bei 5500 min−1 | 175 Nm bei 3300 min−1 | B18FT(M)107        | Einspritzung             | ja/nein     | 1988–1996   |
| 1.8           | 1794 cm³    | 66 kW (90 PS) bei 6000 min−1  | 140 Nm bei 2500 min−1 | B18U10/3200/203    | Einspritzung             | ja          | 1990–1996   |
| 2.0           | 1998 cm³    | 75 kW (102 PS) bei 5500 min−1 | 160 Nm bei 2700 min−1 | B20U117            | Einspritzung             | ja          | 1993–1996   |
| 2.0           | 1998 cm³    | 81 kW (110 PS) bei 5500 min−1 | 165 Nm bei 3500 min−1 | B20F116            | Einspritzung             | ja          | 1993–1996   |
| Dieselmotoren |             |                               |                       |                    |                          |             |             |
| Modell        | Hubraum     | Max. Leistung                 | Max. Drehmoment       | Motorcode          | Gemischaufbereitung      | Katalysator | Bauzeitraum |
| 1.9 TD        | 1870 cm³    | 66 kW (90 PS) bei 4500 min−1  | 180 Nm bei 2250 min−1 | D19T204            | Wirbelkammereinspritzung | ja          | 1993–1996   |